# Liga Campionilor EHF Feminin 2009-2010 - faza grupelor
Acest articol descrie primul și al doilea tur al Ligii Campionilor EHF Feminin 2009-2010.

## Format
Cele 16 echipe au fost împărțite în patru grupe de câte patru. Fiecare echipă a jucat câte un joc pe teren propriu și unul în deplasare împotriva fiecărui adversar din grupă. Primele două echipe clasate au avansat în grupele principale. Echipele clasate pe locurile trei au retrogradat în Runda a 4-a a Cupei Cupelor EHF.

## Împărțire
Tragerea la sorți a meciurilor din faza grupelor a avut loc pe 24 iunie 2009, la ora locală 19:00, la Muzeul Liechtenstein din Viena, Austria. 12 echipe, cărora li s-au alăturat alte patru venite din calificări, au fost implicate în acest proces, fiind împărțite în patru urne valorice de câte patru. 

### Distribuție
Distribuția echipelor în urnele valorice a fost publicată pe 22 iunie 2009.
| Urna 1                                                             | Urna a 2-a                                                              | Urna a 3-a                                                            | Urna a 4-a                                          |
| ------------------------------------------------------------------ | ----------------------------------------------------------------------- | --------------------------------------------------------------------- | --------------------------------------------------- |
| Hypo Niederösterreich Viborg HK Győri Audi ETO KC Dinamo Volgograd | RK Podravka Vegeta Larvik HK CS Oltchim Râmnicu Vâlcea RK Krim Mercator | S.D.Itxako Handball Club Leipzig Metz Handball ŽRK Budućnost T-Mobile | Byåsen HE Zvezda Zvenigorod FCK Handball Aalborg DH |

## Faza grupelor

### Grupa A
| Echipa                | M | V | E | Î | GM  | GP  | G   | Pct |
| --------------------- | - | - | - | - | --- | --- | --- | --- |
| Viborg HK             | 6 | 4 | 1 | 1 | 171 | 143 | +28 | 9   |
| Handball-Club Leipzig | 6 | 3 | 1 | 2 | 154 | 158 | −4  | 7   |
| Byåsen HE             | 6 | 2 | 0 | 4 | 153 | 157 | −4  | 4   |
| Podravka Koprivnica   | 6 | 2 | 0 | 4 | 172 | 192 | −20 | 4   |

| 24 octombrie 2009 15:15 | Byåsen HE | 21 – 26 | Viborg HK | Trondheim Spektrum, Trondheim Asistență: 2.800 Arbitri: Opava, Válek |
| 24 octombrie 2009 15:15 | Fialová 7 | (6–12)  | Skov 6    | Trondheim Spektrum, Trondheim Asistență: 2.800 Arbitri: Opava, Válek |
| 24 octombrie 2009 15:15 | 2×        | Cronica | 3×        | Trondheim Spektrum, Trondheim Asistență: 2.800 Arbitri: Opava, Válek |

| 25 octombrie 2009 15:00 | HC Leipzig          | 35 – 32 | Podravka Koprivnica | Arena Leipzig, Leipzig Asistență: 2.900 Arbitri: Duță, Florescu |
| 25 octombrie 2009 15:00 | Ommundsen, Rösler 6 | (18-15) | Penezić 13          | Arena Leipzig, Leipzig Asistență: 2.900 Arbitri: Duță, Florescu |
| 25 octombrie 2009 15:00 | 2× 3×               | Cronica | 1× 3×               | Arena Leipzig, Leipzig Asistență: 2.900 Arbitri: Duță, Florescu |

| 31 octombrie 2009 16:00 | Podravka Koprivnica | 32 – 31 | Byåsen HE | Sportska dvorana Gimnazije „Fran Galović”, Koprivnica Asistență: 1.500 Arbitri: Bonaventura, Bonaventura |
| 31 octombrie 2009 16:00 | Pasičnik 10         | (13-16) | Herrem 10 | Sportska dvorana Gimnazije „Fran Galović”, Koprivnica Asistență: 1.500 Arbitri: Bonaventura, Bonaventura |
| 31 octombrie 2009 16:00 | 3×                  | Cronica | 2×        | Sportska dvorana Gimnazije „Fran Galović”, Koprivnica Asistență: 1.500 Arbitri: Bonaventura, Bonaventura |

| 31 octombrie 2009 16:15 | Viborg HK | 33 – 23 | HC Leipzig | Viborg Stadionhal, Viborg Asistență: 1.800 Arbitri: Volodkov, Zotin |
| 31 octombrie 2009 16:15 | Skov 9    | (19-10) | Urne 5     | Viborg Stadionhal, Viborg Asistență: 1.800 Arbitri: Volodkov, Zotin |
| 31 octombrie 2009 16:15 | 6× 3×     | Cronica | 3×         | Viborg Stadionhal, Viborg Asistență: 1.800 Arbitri: Volodkov, Zotin |

| 8 noiembrie 2009 15:00 | Podravka Koprivnica | 31 – 27 | Viborg HK | Sportska dvorana Gimnazije „Fran Galović”, Koprivnica Asistență: 2.000 Arbitri: Leandersson, Lindroos |
| 8 noiembrie 2009 15:00 | Penezić 12          | (13-15) | Skov 9    | Sportska dvorana Gimnazije „Fran Galović”, Koprivnica Asistență: 2.000 Arbitri: Leandersson, Lindroos |
| 8 noiembrie 2009 15:00 | 3×                  | Cronica | 6× 3×     | Sportska dvorana Gimnazije „Fran Galović”, Koprivnica Asistență: 2.000 Arbitri: Leandersson, Lindroos |

| 8 noiembrie 2009 16:15 | Byåsen HE | 23 – 22 | HC Leipzig  | Trondheim Spektrum, Trondheim Asistență: 600 Arbitri: Dobrovits, Tájok |
| 8 noiembrie 2009 16:15 | Fialová 7 | (16–10) | Ommundsen 8 | Trondheim Spektrum, Trondheim Asistență: 600 Arbitri: Dobrovits, Tájok |
| 8 noiembrie 2009 16:15 | 2× 3×     | Cronica | 3×          | Trondheim Spektrum, Trondheim Asistență: 600 Arbitri: Dobrovits, Tájok |

| 14 noiembrie 2009 15:00 | HC Leipzig | 20 – 20 | Viborg HK | Arena Leipzig, Leipzig Asistență: 3.700 Arbitri: Krasna, Vodopivec |
| 14 noiembrie 2009 15:00 | Müller 6   | (11-9)  | Vărzaru 6 | Arena Leipzig, Leipzig Asistență: 3.700 Arbitri: Krasna, Vodopivec |
| 14 noiembrie 2009 15:00 | 4× 3×      | Cronica | 4× 3×     | Arena Leipzig, Leipzig Asistență: 3.700 Arbitri: Krasna, Vodopivec |

| 15 noiembrie 2009 16:15 | Byåsen HE | 34 – 23 | Podravka Koprivnica | Trondheim Spektrum, Trondheim Asistență: 1.000 Arbitri: Rakitina, Tkaciuk |
| 15 noiembrie 2009 16:15 | Toumi 7   | (18–13) | Pasičnik 8          | Trondheim Spektrum, Trondheim Asistență: 1.000 Arbitri: Rakitina, Tkaciuk |
| 15 noiembrie 2009 16:15 | 1× 3×     | Cronica | 4× 3×               | Trondheim Spektrum, Trondheim Asistență: 1.000 Arbitri: Rakitina, Tkaciuk |

| 9 ianuarie 2010 14:05 | Viborg HK            | 29 – 22 | Byåsen HE  | Viborg Stadionhal, Viborg Asistență: 1.600 Arbitri: Eliasson, Guðjónsson |
| 9 ianuarie 2010 14:05 | Mikkelsen, Vărzaru 7 | (13-10) | Frafjord 6 | Viborg Stadionhal, Viborg Asistență: 1.600 Arbitri: Eliasson, Guðjónsson |
| 9 ianuarie 2010 14:05 | 3×                   | Cronica | 2× 3×      | Viborg Stadionhal, Viborg Asistență: 1.600 Arbitri: Eliasson, Guðjónsson |

| 9 ianuarie 2010 15:15 | Podravka Koprivnica | 28 – 29 | HC Leipzig | Sportska dvorana Gimnazije „Fran Galović”, Koprivnica Asistență: 2.000 Arbitri: Johansson, Kliko |
| 9 ianuarie 2010 15:15 | Penezić 10          | (12-15) | Müller 10  | Sportska dvorana Gimnazije „Fran Galović”, Koprivnica Asistență: 2.000 Arbitri: Johansson, Kliko |
| 9 ianuarie 2010 15:15 | 4× 3×               | Cronica | 6× 3× 1×   | Sportska dvorana Gimnazije „Fran Galović”, Koprivnica Asistență: 2.000 Arbitri: Johansson, Kliko |

| 16 ianuarie 2010 16:15 | Viborg HK | 36 – 26 | Podravka Koprivnica | Viborg Stadionhal, Viborg Asistență: 1.900 Arbitri: Herczeg, Südi |
| 16 ianuarie 2010 16:15 | Popović 8 | (18-13) | Penezić 7           | Viborg Stadionhal, Viborg Asistență: 1.900 Arbitri: Herczeg, Südi |
| 16 ianuarie 2010 16:15 | 2×        | Cronica | 3× 2×               | Viborg Stadionhal, Viborg Asistență: 1.900 Arbitri: Herczeg, Südi |

| 17 ianuarie 2010 15:45 | HC Leipzig | 25 – 22 | Byåsen HE | Arena Leipzig, Leipzig Asistență: 4.800 Arbitri: Raluy, Sabroso |
| 17 ianuarie 2010 15:45 | Kudłacz 7  | (12-13) | Toumi 6   | Arena Leipzig, Leipzig Asistență: 4.800 Arbitri: Raluy, Sabroso |
| 17 ianuarie 2010 15:45 | 2×         | Cronica | 1× 3×     | Arena Leipzig, Leipzig Asistență: 4.800 Arbitri: Raluy, Sabroso |

### Grupa B
| Echipa         | M | V | E | Î | GM  | GP  | G   | Pct |
| -------------- | - | - | - | - | --- | --- | --- | --- |
| Krim Ljubljana | 6 | 5 | 0 | 1 | 201 | 168 | +33 | 10  |
| Hypo           | 6 | 3 | 1 | 2 | 168 | 168 | 0   | 7   |
| Metz Handball  | 6 | 2 | 1 | 3 | 163 | 174 | −11 | 5   |
| Aalborg DH     | 6 | 1 | 0 | 5 | 156 | 178 | −22 | 2   |

| 24 octombrie 2009 18:00 | Metz Handball | 30 – 37 | Krim Ljubljana | Arènes de Metz, Metz Asistență: 3.200 Arbitri: Schaller, Wutzler |
| 24 octombrie 2009 18:00 | Franić 7      | (12-22) | Lekić 8        | Arènes de Metz, Metz Asistență: 3.200 Arbitri: Schaller, Wutzler |
| 24 octombrie 2009 18:00 | 2×            | Cronica | 4× 1×          | Arènes de Metz, Metz Asistență: 3.200 Arbitri: Schaller, Wutzler |

| 25 octombrie 2009 14:35 | Aalborg DH   | 30 - 36 | Hypo Niederösterreich | Gigantium Arena, Aalborg Asistență: 2.200 Arbitri: Bejinariu, Cîrligeanu |
| 25 octombrie 2009 14:35 | Mortensen 10 | (12-21) | do Nascimento 9       | Gigantium Arena, Aalborg Asistență: 2.200 Arbitri: Bejinariu, Cîrligeanu |
| 25 octombrie 2009 14:35 | 4× 3×        | Cronica | 5× 3×                 | Gigantium Arena, Aalborg Asistență: 2.200 Arbitri: Bejinariu, Cîrligeanu |

| 29 octombrie 2009 20:20 | Hypo Niederösterreich    | 27 - 27 | Metz Handball | Bundessport- und Freizeitzentrum, Maria Enzersdorf Arbitri: Hansen, Pettersen |
| 29 octombrie 2009 20:20 | Piedade, do Nascimento 9 | (11-10) | Ayglon 6      | Bundessport- und Freizeitzentrum, Maria Enzersdorf Arbitri: Hansen, Pettersen |
| 29 octombrie 2009 20:20 | 4× 3×                    | Cronica | 2× 3×         | Bundessport- und Freizeitzentrum, Maria Enzersdorf Arbitri: Hansen, Pettersen |

| 31 octombrie 2009 17:30 | Krim Ljubljana | 30 - 23 | Aalborg DH   | Arena Stožice, Ljubljana Asistență: 1.800 Arbitri: Bonifert, Oláh |
| 31 octombrie 2009 17:30 | Zácsik 8       | (17-10) | Torstenson 9 | Arena Stožice, Ljubljana Asistență: 1.800 Arbitri: Bonifert, Oláh |
| 31 octombrie 2009 17:30 | 2×             | Cronica | 6× 2×        | Arena Stožice, Ljubljana Asistență: 1.800 Arbitri: Bonifert, Oláh |

| 8 noiembrie 2009 14:30 | Aalborg DH  | 31 - 24 | Metz Handball | Gigantium Arena, Aalborg Asistență: 1.700 Arbitri: Liachovičius, Paškevičius |
| 8 noiembrie 2009 14:30 | Mortensen 7 | (17-12) | Pal 6         | Gigantium Arena, Aalborg Asistență: 1.700 Arbitri: Liachovičius, Paškevičius |
| 8 noiembrie 2009 14:30 | 4× 3×       | Cronica | 2× 3×         | Gigantium Arena, Aalborg Asistență: 1.700 Arbitri: Liachovičius, Paškevičius |

| 8 noiembrie 2009 18:00 | Krim Ljubljana | 35 - 24 | Hypo Niederösterreich            | Arena Stožice, Ljubljana Asistență: 2.600 Arbitri: Skruzny , Kavulic |
| 8 noiembrie 2009 18:00 | Lekić 8        | (16-12) | Borges Mesquita, do Nascimento 5 | Arena Stožice, Ljubljana Asistență: 2.600 Arbitri: Skruzny , Kavulic |
| 8 noiembrie 2009 18:00 | 1× 3×          | Cronica | 4× 3×                            | Arena Stožice, Ljubljana Asistență: 2.600 Arbitri: Skruzny , Kavulic |

| 14 noiembrie 2009 16:30 | Metz Handball | 28 - 26 | Hypo Niederösterreich | Arènes de Metz, Metz Asistență: 4.100 Arbitri: Nikolov, Nacevski |
| 14 noiembrie 2009 16:30 | Ognjenović 8  | (16-13) | do Nascimento 8       | Arènes de Metz, Metz Asistență: 4.100 Arbitri: Nikolov, Nacevski |
| 14 noiembrie 2009 16:30 | 3×            | Cronica | 2× 3×                 | Arènes de Metz, Metz Asistență: 4.100 Arbitri: Nikolov, Nacevski |

| 15 noiembrie 2009 14:30 | Aalborg DH     | 32 - 38 | Metz Handball | Gigantium Arena, Aalborg Asistență: 2.300 Arbitri: Muro, Rodríguez |
| 15 noiembrie 2009 14:30 | Bille Hansen 8 | (16-20) | Zácsik 9      | Gigantium Arena, Aalborg Asistență: 2.300 Arbitri: Muro, Rodríguez |
| 15 noiembrie 2009 14:30 | 7× 3× 1×       | Cronica | 6× 3×         | Gigantium Arena, Aalborg Asistență: 2.300 Arbitri: Muro, Rodríguez |

| 9 ianuarie 2010 16:05 | Hypo Niederösterreich | 27 - 22 | Aalborg DH | Bundessport- und Freizeitzentrum, Maria Enzersdorf Asistență: 800 Arbitri: Līcis, Stoļarovs |
| 9 ianuarie 2010 16:05 | de Moraes Cararo 8    | (14-10) | Toveby 6   | Bundessport- und Freizeitzentrum, Maria Enzersdorf Asistență: 800 Arbitri: Līcis, Stoļarovs |
| 9 ianuarie 2010 16:05 | 3× 2×                 | Cronica | 1× 3×      | Bundessport- und Freizeitzentrum, Maria Enzersdorf Asistență: 800 Arbitri: Līcis, Stoļarovs |

| 9 ianuarie 2010 18:00 | Krim Ljubljana | 35 - 31 | Metz Handball        | Arena Stožice, Ljubljana Asistență: 1.800 Arbitri: Cohen, Peretz |
| 9 ianuarie 2010 18:00 | Zrnec 5        | (20-14) | Franić, Ognjenović 6 | Arena Stožice, Ljubljana Asistență: 1.800 Arbitri: Cohen, Peretz |
| 9 ianuarie 2010 18:00 | 2× 3×          | Cronica | 2× 3×                | Arena Stožice, Ljubljana Asistență: 1.800 Arbitri: Cohen, Peretz |

| 15 ianuarie 2010 19:00 | Metz Handball | 23 - 18 | Aalborg DH | Arènes de Metz, Metz Asistență: 4.000 |
| 15 ianuarie 2010 19:00 | Kysučanová 5  | (10-8)  | Seglem 5   | Arènes de Metz, Metz Asistență: 4.000 |
| 15 ianuarie 2010 19:00 | 2× 3×         | Cronica | 6× 2×      | Arènes de Metz, Metz Asistență: 4.000 |

| 15 ianuarie 2010 20:20 | Hypo Niederösterreich | 28 - 26 | Krim Ljubljana | Bundessport- und Freizeitzentrum, Maria Enzersdorf Asistență: 1.200 Arbitri: Geipel, Helbig |
| 15 ianuarie 2010 20:20 | do Nascimento 9       | (13-9)  | Zácsik 7       | Bundessport- und Freizeitzentrum, Maria Enzersdorf Asistență: 1.200 Arbitri: Geipel, Helbig |
| 15 ianuarie 2010 20:20 | 2× 3×                 | Cronica | 1× 3×          | Bundessport- und Freizeitzentrum, Maria Enzersdorf Asistență: 1.200 Arbitri: Geipel, Helbig |

### Grupa C
| Echipa            | M | V | E | Î | GM  | GP  | G  | Pct |
| ----------------- | - | - | - | - | --- | --- | -- | --- |
| Oltchim Vâlcea    | 6 | 4 | 0 | 2 | 159 | 152 | +7 | 8   |
| Győri Audi ETO KC | 6 | 4 | 0 | 2 | 153 | 149 | +4 | 8   |
| Zvezda Zvenigorod | 6 | 2 | 1 | 3 | 161 | 169 | −8 | 5   |
| S.D.Itxako        | 6 | 1 | 1 | 4 | 148 | 151 | −3 | 3   |

| 24 octombrie 2009 19:00 | S.D.Itxako     | 24 - 27 | Oltchim Vâlcea | Polideportivo Municipal Lizarrerria, Estella Asistență: 1.400 Arbitri: Lorentzen, Nielsen |
| 24 octombrie 2009 19:00 | Pinedo Saenz 5 | (12-15) | Maier 6        | Polideportivo Municipal Lizarrerria, Estella Asistență: 1.400 Arbitri: Lorentzen, Nielsen |
| 24 octombrie 2009 19:00 | 1× 3×          | Cronica | 5× 3×          | Polideportivo Municipal Lizarrerria, Estella Asistență: 1.400 Arbitri: Lorentzen, Nielsen |

| 25 octombrie 2009 14:00 | Zvezda Zvenigorod | 34 - 29 | Győri Audi ETO KC   | Palatul Sporturilor „Zvezda”, Cehov Asistență: 1.000 Arbitri: Andersen, Sodal |
| 25 octombrie 2009 14:00 | Polenova 8        | (14-11) | Amorim, Kovacsics 6 | Palatul Sporturilor „Zvezda”, Cehov Asistență: 1.000 Arbitri: Andersen, Sodal |
| 25 octombrie 2009 14:00 | 6× 3× 1×          | Cronica | 3×                  | Palatul Sporturilor „Zvezda”, Cehov Asistență: 1.000 Arbitri: Andersen, Sodal |

| 1 noiembrie 2009 17:15 | Győri Audi ETO KC | 29 - 28 | S.D.Itxako | Magvassy Mihály Sportcsarnok, Győr Asistență: 2.000 Arbitri: Gatelis, Mažeika |
| 1 noiembrie 2009 17:15 | Kovacsics 7       | (14-13) | Alberto 8  | Magvassy Mihály Sportcsarnok, Győr Asistență: 2.000 Arbitri: Gatelis, Mažeika |
| 1 noiembrie 2009 17:15 | 2× 3×             | Cronica | 8× 3× 2×   | Magvassy Mihály Sportcsarnok, Győr Asistență: 2.000 Arbitri: Gatelis, Mažeika |

| 1 noiembrie 2009 19:00 | Oltchim Vâlcea | 31 - 27 | Zvezda Zvenigorod | Sala Sporturilor Traian, Râmnicu Vâlcea Asistență: 2.000 Arbitri: Kohout, Novák |
| 1 noiembrie 2009 19:00 | Maier 7        | (18-16) | Polenova 7        | Sala Sporturilor Traian, Râmnicu Vâlcea Asistență: 2.000 Arbitri: Kohout, Novák |
| 1 noiembrie 2009 19:00 | 3×             | Cronica | 4× 3×             | Sala Sporturilor Traian, Râmnicu Vâlcea Asistență: 2.000 Arbitri: Kohout, Novák |

| 7 noiembrie 2009 17:00 | Zvezda Zvenigorod | 25 - 25 | S.D.Itxako | Palatul Sporturilor „Zvezda”, Cehov Asistență: 1.200 Arbitri: Mäkinen, Jonsson |
| 7 noiembrie 2009 17:00 | Polenova 5        | (12-11) | Alberto 12 | Palatul Sporturilor „Zvezda”, Cehov Asistență: 1.200 Arbitri: Mäkinen, Jonsson |
| 7 noiembrie 2009 17:00 | 5× 3× 1×          | Cronica | 3× 2× 1×   | Palatul Sporturilor „Zvezda”, Cehov Asistență: 1.200 Arbitri: Mäkinen, Jonsson |

| 8 noiembrie 2009 19:00 | Oltchim Vâlcea | 26 - 22 | Győri Audi ETO KC | Sala Sporturilor Traian, Râmnicu Vâlcea Asistență: 2.000 Arbitri: Lovrić, Petković |
| 8 noiembrie 2009 19:00 | Neagu 7        | (13-13) | Amorim 7          | Sala Sporturilor Traian, Râmnicu Vâlcea Asistență: 2.000 Arbitri: Lovrić, Petković |
| 8 noiembrie 2009 19:00 | 1× 2×          | Cronica | 4× 3×             | Sala Sporturilor Traian, Râmnicu Vâlcea Asistență: 2.000 Arbitri: Lovrić, Petković |

| 14 noiembrie 2009 17:00 | Zvezda Zvenigorod | 27 - 26 | Oltchim Vâlcea    | Palatul Sporturilor „Zvezda”, Cehov Asistență: 1.500 Arbitri: Togstad, Kristiansen |
| 14 noiembrie 2009 17:00 | Andriușina 6      | (12-10) | Nechita, Stanca 6 | Palatul Sporturilor „Zvezda”, Cehov Asistență: 1.500 Arbitri: Togstad, Kristiansen |
| 14 noiembrie 2009 17:00 | 5× 3× 1×          | Cronica | 5× 3×             | Palatul Sporturilor „Zvezda”, Cehov Asistență: 1.500 Arbitri: Togstad, Kristiansen |

| 14 noiembrie 2009 19:00 | S.D.Itxako                      | 14 - 20 | Győri Audi ETO KC | Polideportivo Municipal Lizarrerria, Estella Asistență: 2.000 Arbitri: Nikolić, Stojković |
| 14 noiembrie 2009 19:00 | Aguilar Díaz, Alonso Bernardo 3 | (9-10)  | Vérten 7          | Polideportivo Municipal Lizarrerria, Estella Asistență: 2.000 Arbitri: Nikolić, Stojković |
| 14 noiembrie 2009 19:00 | 3×                              | Cronica | 3×                | Polideportivo Municipal Lizarrerria, Estella Asistență: 2.000 Arbitri: Nikolić, Stojković |

| 10 ianuarie 2010 17:15 | Győri Audi ETO KC | 27 - 25 | Zvezda Zvenigorod               | Magvassy Mihály Sportcsarnok, Győr Asistență: 2.800 Arbitri: Brunovský, Čanda |
| 10 ianuarie 2010 17:15 | Görbicz 11        | (14-10) | Dmitrieva, Koroliova, Vetkova 4 | Magvassy Mihály Sportcsarnok, Győr Asistență: 2.800 Arbitri: Brunovský, Čanda |
| 10 ianuarie 2010 17:15 | 1× 3×             | Cronica | 1× 3×                           | Magvassy Mihály Sportcsarnok, Győr Asistență: 2.800 Arbitri: Brunovský, Čanda |

| 10 ianuarie 2010 19:00 | Oltchim Vâlcea   | 27 - 26 | S.D.Itxako                        | Sala Sporturilor Traian, Râmnicu Vâlcea Asistență: 2.000 Arbitri: Sitsi, Heinla |
| 10 ianuarie 2010 19:00 | Maier, Vizitiu 6 | (15-14) | Alberto Francisca, Pinedo Sáenz 6 | Sala Sporturilor Traian, Râmnicu Vâlcea Asistență: 2.000 Arbitri: Sitsi, Heinla |
| 10 ianuarie 2010 19:00 | 3× 2×            | Cronica | 1× 3×                             | Sala Sporturilor Traian, Râmnicu Vâlcea Asistență: 2.000 Arbitri: Sitsi, Heinla |

| 16 ianuarie 2010 19:00 | S.D.Itxako        | 31 - 23 | Zvezda Zvenigorod | Polideportivo Municipal Lizarrerria, Estella Asistență: 800 Arbitri: Sołodko, Sołodko |
| 16 ianuarie 2010 19:00 | Alonso Bernardo 6 | (16-7)  | Andriușina 6      | Polideportivo Municipal Lizarrerria, Estella Asistență: 800 Arbitri: Sołodko, Sołodko |
| 16 ianuarie 2010 19:00 | 2× 3×             | Cronica | 5× 3×             | Polideportivo Municipal Lizarrerria, Estella Asistență: 800 Arbitri: Sołodko, Sołodko |

| 17 ianuarie 2010 17:15 | Győri Audi ETO KC | 26 - 22 | Oltchim Vâlcea | Magvassy Mihály Sportcsarnok, Győr Asistență: 2.600 Arbitri: Krstič, Ljubič |
| 17 ianuarie 2010 17:15 | Görbicz 7         | (16-8)  | Maier 6        | Magvassy Mihály Sportcsarnok, Győr Asistență: 2.600 Arbitri: Krstič, Ljubič |
| 17 ianuarie 2010 17:15 | 5× 3×             | Cronica | 5× 3×          | Magvassy Mihály Sportcsarnok, Győr Asistență: 2.600 Arbitri: Krstič, Ljubič |

### Grupa D
| Echipa             | M | V | E | Î | GM  | GP  | G   | Pct |
| ------------------ | - | - | - | - | --- | --- | --- | --- |
| Larvik HK          | 6 | 4 | 0 | 2 | 147 | 137 | +10 | 8   |
| Dinamo Volgograd   | 6 | 3 | 1 | 2 | 147 | 130 | +17 | 7   |
| Budućnost T-Mobile | 6 | 2 | 1 | 3 | 138 | 155 | −17 | 5   |
| FCK Håndbold       | 6 | 2 | 0 | 4 | 140 | 150 | −10 | 4   |

| 24 octombrie 2009 18:00 | Budućnost T-Mobile | 23 - 27 | Larvik HK | Centrul Sportiv Morača, Podgorica Asistență: 4.500 Arbitri: Stark, Ștefan |
| 24 octombrie 2009 18:00 | Jovanović 11       | (10-16) | Løke 8    | Centrul Sportiv Morača, Podgorica Asistență: 4.500 Arbitri: Stark, Ștefan |
| 24 octombrie 2009 18:00 | 5× 2×              | Cronica | 1× 2×     | Centrul Sportiv Morača, Podgorica Asistență: 4.500 Arbitri: Stark, Ștefan |

| 25 octombrie 2009 15:55 | FCK Håndbold               | 24 - 23 | Dinamo Volgograd | Farum Arena, Copenhaga Asistență: 600 Arbitri: Horváth, Márton |
| 25 octombrie 2009 15:55 | Riegelhuth Ullevoldsæter 6 | (10-12) | Levina 8         | Farum Arena, Copenhaga Asistență: 600 Arbitri: Horváth, Márton |
| 25 octombrie 2009 15:55 | 3×                         | Cronica | 2×               | Farum Arena, Copenhaga Asistență: 600 Arbitri: Horváth, Márton |

| 31 octombrie 2009 17:45 | Larvik HK             | 31 - 26 | FCK Håndbold | Arena Larvik, Larvik Asistență: 2.500 Arbitri: Stoļarovs, Līcis |
| 31 octombrie 2009 17:45 | Kristiansen, Larsen 7 | (15-17) | Milanović 6  | Arena Larvik, Larvik Asistență: 2.500 Arbitri: Stoļarovs, Līcis |
| 31 octombrie 2009 17:45 | 4× 2×                 | Cronica | 7× 3× 1×     | Arena Larvik, Larvik Asistență: 2.500 Arbitri: Stoļarovs, Līcis |

| 1 noiembrie 2009 14:00 | Dinamo Volgograd | 31 - 18 | Budućnost T-Mobile     | Sala Sporturilor „Dinamo”, Volgograd Asistență: 1.400 Arbitri: Sołodko, Sołodko |
| 1 noiembrie 2009 14:00 | Levina 11        | (16-9)  | Jovanović, Radičević 4 | Sala Sporturilor „Dinamo”, Volgograd Asistență: 1.400 Arbitri: Sołodko, Sołodko |
| 1 noiembrie 2009 14:00 | 4× 3×            | Cronica | 3×                     | Sala Sporturilor „Dinamo”, Volgograd Asistență: 1.400 Arbitri: Sołodko, Sołodko |

| 8 noiembrie 2009 13:10 | FCK Håndbold | 22 - 25 | Budućnost T-Mobile | Farum Arena, Copenhaga Asistență: 800 Arbitri: Geipel, Helbig |
| 8 noiembrie 2009 13:10 | Amariei 6    | (10-12) | Bulatović 9        | Farum Arena, Copenhaga Asistență: 800 Arbitri: Geipel, Helbig |
| 8 noiembrie 2009 13:10 | 2× 3×        | Cronica | 4× 3×              | Farum Arena, Copenhaga Asistență: 800 Arbitri: Geipel, Helbig |

| 8 noiembrie 2009 18:15 | Larvik HK | 18 - 17 | Dinamo Volgograd | Arena Larvik, Larvik Asistență: 1.500 Arbitri: Fleisch, Rieber |
| 8 noiembrie 2009 18:15 | Mørk 6    | (8-9)   | Levina 7         | Arena Larvik, Larvik Asistență: 1.500 Arbitri: Fleisch, Rieber |
| 8 noiembrie 2009 18:15 | 3×        | Cronica | 6× 3×            | Arena Larvik, Larvik Asistență: 1.500 Arbitri: Fleisch, Rieber |

| 14 noiembrie 2009 18:00 | Budućnost T-Mobile | 24 - 24 | Dinamo Volgograd | Centrul Sportiv Morača, Podgorica Asistență: 4.500 Arbitri: Brunovský, Čanda |
| 14 noiembrie 2009 18:00 | Bulatović 10       | (9-12)  | Kocetova 7       | Centrul Sportiv Morača, Podgorica Asistență: 4.500 Arbitri: Brunovský, Čanda |
| 14 noiembrie 2009 18:00 | 3×                 | Cronica | 1× 3×            | Centrul Sportiv Morača, Podgorica Asistență: 4.500 Arbitri: Brunovský, Čanda |

| 15 noiembrie 2009 13:10 | FCK Håndbold | 23 - 19 | Larvik HK | Farum Arena, Copenhaga Asistență: 900 Arbitri: Leifsson, Palsson |
| 15 noiembrie 2009 13:10 | Milanović 8  | (12-7)  | Løke 5    | Farum Arena, Copenhaga Asistență: 900 Arbitri: Leifsson, Palsson |
| 15 noiembrie 2009 13:10 | 3× 2×        | Cronica | 1× 2×     | Farum Arena, Copenhaga Asistență: 900 Arbitri: Leifsson, Palsson |

| 9 ianuarie 2010 14:00 | Dinamo Volgograd     | 26 - 23 | FCK Håndbold                          | Sala Sporturilor „Dinamo”, Volgograd Asistență: 1.400 Arbitri: Dobrovits, Tájok |
| 9 ianuarie 2010 14:00 | Hmirova, Lambevska 6 | (15-13) | Milanović, Riegelhuth Ullevoldsæter 5 | Sala Sporturilor „Dinamo”, Volgograd Asistență: 1.400 Arbitri: Dobrovits, Tájok |
| 9 ianuarie 2010 14:00 | 3×                   | Cronica | 1× 3×                                 | Sala Sporturilor „Dinamo”, Volgograd Asistență: 1.400 Arbitri: Dobrovits, Tájok |

| 10 decembrie 2010 16:45 | Larvik HK | 29 - 22 | Budućnost T-Mobile | Arena Larvik, Larvik Asistență: 1.800 Arbitri: Dentz, Reibel |
| 10 decembrie 2010 16:45 | Løke 10   | (15-8)  | Jovanović 6        | Arena Larvik, Larvik Asistență: 1.800 Arbitri: Dentz, Reibel |
| 10 decembrie 2010 16:45 | 5× 3×     | Cronica | 8× 3×              | Arena Larvik, Larvik Asistență: 1.800 Arbitri: Dentz, Reibel |

| 16 ianuarie 2010 14:00 | Dinamo Volgograd | 26 - 23 | Larvik HK | Sala Sporturilor „Dinamo”, Volgograd Asistență: 1.500 Arbitri: Bejinariu, Cîrligeanu |
| 16 ianuarie 2010 14:00 | Levina 7         | (10-10) | Mørk 8    | Sala Sporturilor „Dinamo”, Volgograd Asistență: 1.500 Arbitri: Bejinariu, Cîrligeanu |
| 16 ianuarie 2010 14:00 | 7× 3×            | Cronica | 2×        | Sala Sporturilor „Dinamo”, Volgograd Asistență: 1.500 Arbitri: Bejinariu, Cîrligeanu |

| 16 ianuarie 2010 18:00 | Budućnost T-Mobile | 26 - 22 | FCK Håndbold                | Centrul Sportiv Morača, Podgorica Asistență: 3.900 Arbitri: Opava, Válek |
| 16 ianuarie 2010 18:00 | Jovanović 12       | (14-11) | Riegelhuth Ullevoldsæter 10 | Centrul Sportiv Morača, Podgorica Asistență: 3.900 Arbitri: Opava, Válek |
| 16 ianuarie 2010 18:00 | 3× 2×              | Cronica | 3×                          | Centrul Sportiv Morača, Podgorica Asistență: 3.900 Arbitri: Opava, Válek |

## Grupele principale
Cele opt echipe calificate din faza grupelor au fost trase la sorți în două grupe principale. Fiecare grupă era alcătuită din două câștigătoare ale grupelor și două echipe clasate pe locul al doilea, astfel încât cluburile care se confruntaseră deja în faza grupelor să nu se mai întâlnească în această rundă. Echipele clasate pe primele două locuri în grupele principale au avansat în semifinale.
Tragerea la sorți pentru această rundă a avut loc la Linz, Austria, pe 19 ianuarie 2010.

### Grupa 1
| Echipa                | M | V | E | Î | GM  | GP  | G   | Pct |
| --------------------- | - | - | - | - | --- | --- | --- | --- |
| Larvik HK             | 6 | 5 | 0 | 1 | 170 | 149 | +21 | 10  |
| Győri Audi ETO KC     | 6 | 4 | 1 | 1 | 157 | 139 | +18 | 9   |
| Krim Ljubljana        | 6 | 2 | 1 | 3 | 163 | 166 | −3  | 5   |
| Handball-Club Leipzig | 6 | 0 | 0 | 6 | 134 | 170 | −36 | 0   |

| 6 februarie 2010 17:20 | Győri Audi ETO KC   | 25 - 23 | Krim Ljubljana               | Magvassy Mihály Sportcsarnok, Győr Asistență: 2.800 Arbitri: Lorentzen, Nielsen |
| 6 februarie 2010 17:20 | Hornyák, Spiridon 4 | (11-14) | Bodnieva, Verheliuk-Strile 4 | Magvassy Mihály Sportcsarnok, Győr Asistență: 2.800 Arbitri: Lorentzen, Nielsen |
| 6 februarie 2010 17:20 | 3×                  | Cronica | 1× 3×                        | Magvassy Mihály Sportcsarnok, Győr Asistență: 2.800 Arbitri: Lorentzen, Nielsen |

| 7 februarie 2010 17:00 | HC Leipzig         | 20 - 23 | Larvik HK | Dessauer Anhalt-Arena, Dessau Asistență: 2.700 Arbitri: Leifsson, Pálsson |
| 7 februarie 2010 17:00 | Augsburg, Müller 4 | (10-11) | Sulland 8 | Dessauer Anhalt-Arena, Dessau Asistență: 2.700 Arbitri: Leifsson, Pálsson |
| 7 februarie 2010 17:00 | 2× 3×              | Cronica | 2× 3×     | Dessauer Anhalt-Arena, Dessau Asistență: 2.700 Arbitri: Leifsson, Pálsson |

| 13 februarie 2010 14:15 | Larvik HK | 29 - 27 | Győri Audi ETO KC | Arena Larvik, Larvik Asistență: 1.700 Arbitri: Buy, Pichon |
| 13 februarie 2010 14:15 | Løke 10   | (15-14) | Kovacsics 8       | Arena Larvik, Larvik Asistență: 1.700 Arbitri: Buy, Pichon |
| 13 februarie 2010 14:15 | 3×        | Cronica | 5× 3×             | Arena Larvik, Larvik Asistență: 1.700 Arbitri: Buy, Pichon |

| 13 februarie 2010 16:30 | Krim Ljubljana | 32 - 26 | HC Leipzig | Arena Stožice, Ljubljana Asistență: 1.900 Arbitri: Horáček, Novotný |
| 13 februarie 2010 16:30 | Lekić 12       | (12-15) | Kudłacz 7  | Arena Stožice, Ljubljana Asistență: 1.900 Arbitri: Horáček, Novotný |
| 13 februarie 2010 16:30 | 3× 2×          | Cronica | 4× 2×      | Arena Stožice, Ljubljana Asistență: 1.900 Arbitri: Horáček, Novotný |

| 19 februarie 2010 16:30 | Krim Ljubljana | 30 - 34 | Larvik HK | Arena Stožice, Ljubljana Asistență: 2.000 Arbitri: Gusko, Repkin |
| 19 februarie 2010 16:30 | Lekić 10       | (15-21) | Sulland 9 | Arena Stožice, Ljubljana Asistență: 2.000 Arbitri: Gusko, Repkin |
| 19 februarie 2010 16:30 | 2× 3×          | Cronica | 4× 2×     | Arena Stožice, Ljubljana Asistență: 2.000 Arbitri: Gusko, Repkin |

| 21 februarie 2010 15:00 | HC Leipzig  | 21 - 23 | Győri Audi ETO KC | Arena Leipzig, Leipzig Asistență: 4.500 Arbitri: Muro, Rodríguez |
| 21 februarie 2010 15:00 | Ommundsen 5 | (10-9)  | Brădeanu 9        | Arena Leipzig, Leipzig Asistență: 4.500 Arbitri: Muro, Rodríguez |
| 21 februarie 2010 15:00 | 4× 3×       | Cronica | 4× 3×             | Arena Leipzig, Leipzig Asistență: 4.500 Arbitri: Muro, Rodríguez |

| 6 martie 2010 14:00 | Győri Audi ETO KC  | 28 - 23 | Larvik HK | Magvassy Mihály Sportcsarnok, Győr Asistență: 2.700 Arbitri: Pavel, State |
| 6 martie 2010 14:00 | Amorim, Spiridon 5 | (14-11) | Sulland 7 | Magvassy Mihály Sportcsarnok, Győr Asistență: 2.700 Arbitri: Pavel, State |
| 6 martie 2010 14:00 | 6× 3×              | Cronica | 2× 3×     | Magvassy Mihály Sportcsarnok, Győr Asistență: 2.700 Arbitri: Pavel, State |

| 7 martie 2010 14:00 | HC Leipzig | 27 - 31 | Krim Ljubljana | Arena Leipzig, Leipzig Asistență: 3.600 Arbitri: Hakansson, Nilsson |
| 7 martie 2010 14:00 | Kudłacz 10 | (14-20) | Lekić 8        | Arena Leipzig, Leipzig Asistență: 3.600 Arbitri: Hakansson, Nilsson |
| 7 martie 2010 14:00 | 2× 3×      | Cronica | 2× 3×          | Arena Leipzig, Leipzig Asistență: 3.600 Arbitri: Hakansson, Nilsson |

| 13 martie 2010 14:15 | Larvik HK | 31 - 21 | HC Leipzig         | Arena Larvik, Larvik Asistență: 1.300 Arbitri: Cacador, Nicolau |
| 13 martie 2010 14:15 | Løke 11   | (15-11) | Eriksson, Rösler 4 | Arena Larvik, Larvik Asistență: 1.300 Arbitri: Cacador, Nicolau |
| 13 martie 2010 14:15 | 3× 1×     | Cronica | 2× 3×              | Arena Larvik, Larvik Asistență: 1.300 Arbitri: Cacador, Nicolau |

| 13 martie 2010 18:00 | Krim Ljubljana | 24 - 24 | Győri Audi ETO KC | Arena Stožice, Ljubljana Asistență: 2.100 Arbitri: Volodkov, Zotin |
| 13 martie 2010 18:00 | Gros, Zácsik 6 | (10-11) | Brădeanu 8        | Arena Stožice, Ljubljana Asistență: 2.100 Arbitri: Volodkov, Zotin |
| 13 martie 2010 18:00 | 1× 3×          | Cronica | 4× 3×             | Arena Stožice, Ljubljana Asistență: 2.100 Arbitri: Volodkov, Zotin |

| 20 martie 2010 14:15 | Larvik HK  | 30 - 23 | Krim Ljubljana | Arena Larvik, Larvik Asistență: 1.500 Arbitri: Līcis, Stoļarovs |
| 20 martie 2010 14:15 | Sulland 13 | (14-8)  | Gros 8         | Arena Larvik, Larvik Asistență: 1.500 Arbitri: Līcis, Stoļarovs |
| 20 martie 2010 14:15 | 3×         | Cronica | 2× 3×          | Arena Larvik, Larvik Asistență: 1.500 Arbitri: Līcis, Stoļarovs |

| 21 martie 2010 17:15 | Győri Audi ETO KC | 30 - 19 | HC Leipzig | Magvassy Mihály Sportcsarnok, Győr Asistență: 2.800 Arbitri: Cohen, Peretz |
| 21 martie 2010 17:15 | Brădeanu 10       | (13-7)  | Wirén 7    | Magvassy Mihály Sportcsarnok, Győr Asistență: 2.800 Arbitri: Cohen, Peretz |
| 21 martie 2010 17:15 | 4× 3×             | Cronica | 2× 3×      | Magvassy Mihály Sportcsarnok, Győr Asistență: 2.800 Arbitri: Cohen, Peretz |

### Grupa a 2-a
| Echipa                | M | V | E | Î | GM  | GP  | G   | Pct |
| --------------------- | - | - | - | - | --- | --- | --- | --- |
| Oltchim Vâlcea        | 6 | 4 | 1 | 1 | 178 | 168 | +10 | 9   |
| Viborg HK             | 6 | 4 | 0 | 2 | 190 | 171 | +19 | 8   |
| Hypo Niederösterreich | 6 | 2 | 0 | 4 | 163 | 182 | −19 | 4   |
| Dinamo Volgograd      | 6 | 1 | 1 | 4 | 166 | 176 | −10 | 3   |

| 6 februarie 2010 14:00 | Dinamo Volgograd | 29 - 30 | Viborg HK | Sala Sporturilor „Dinamo”, Volgograd Asistență: 1.500 Arbitri: Kohout, Novák |
| 6 februarie 2010 14:00 | Kocetova 12      | (16-20) | Vărzaru 8 | Sala Sporturilor „Dinamo”, Volgograd Asistență: 1.500 Arbitri: Kohout, Novák |
| 6 februarie 2010 14:00 | 5× 3×            | Cronica | 5× 3×     | Sala Sporturilor „Dinamo”, Volgograd Asistență: 1.500 Arbitri: Kohout, Novák |

| 6 februarie 2010 20:20 | Hypo Niederösterreich | 26 - 31 | Oltchim Vâlcea | Bundessport- und Freizeitzentrum, Maria Enzersdorf Asistență: 1.200 Arbitri: Gatelis, Mažeika |
| 6 februarie 2010 20:20 | Limal 7               | (13-18) | Vizitiu 8      | Bundessport- und Freizeitzentrum, Maria Enzersdorf Asistență: 1.200 Arbitri: Gatelis, Mažeika |
| 6 februarie 2010 20:20 | 2× 3×                 | Cronica | 3×             | Bundessport- und Freizeitzentrum, Maria Enzersdorf Asistență: 1.200 Arbitri: Gatelis, Mažeika |

| 13 februarie 2010 16:15 | Viborg HK  | 35 - 26 | Hypo Niederösterreich | Viborg Stadionhal, Viborg Asistență: 1.800 Arbitri: Schaller, Wutzler |
| 13 februarie 2010 16:15 | Vărzaru 14 | (16-10) | do Nascimento 11      | Viborg Stadionhal, Viborg Asistență: 1.800 Arbitri: Schaller, Wutzler |
| 13 februarie 2010 16:15 | 6× 2×      | Cronica | 4× 3×                 | Viborg Stadionhal, Viborg Asistență: 1.800 Arbitri: Schaller, Wutzler |

| 14 februarie 2010 19:30 | Oltchim Vâlcea           | 30 - 24 | Dinamo Volgograd | Sala Sporturilor Traian, Râmnicu Vâlcea Asistență: 2.000 Arbitri: Johansson, Kliko |
| 14 februarie 2010 19:30 | Neagu, Stanca, Vizitiu 5 | (16-9)  | Levina 6         | Sala Sporturilor Traian, Râmnicu Vâlcea Asistență: 2.000 Arbitri: Johansson, Kliko |
| 14 februarie 2010 19:30 | 8× 2× 1×                 | Cronica | 4× 3×            | Sala Sporturilor Traian, Râmnicu Vâlcea Asistență: 2.000 Arbitri: Johansson, Kliko |

| 20 februarie 2010 14:00 | Dinamo Volgograd | 27 - 21 | Hypo Niederösterreich | Sala Sporturilor „Dinamo”, Volgograd Asistență: 1.500 Arbitri: Nikolić, Stojković |
| 20 februarie 2010 14:00 | Kocetova 10      | (15-11) | do Nascimento 13      | Sala Sporturilor „Dinamo”, Volgograd Asistență: 1.500 Arbitri: Nikolić, Stojković |
| 20 februarie 2010 14:00 | 3×               | Cronica | 3×                    | Sala Sporturilor „Dinamo”, Volgograd Asistență: 1.500 Arbitri: Nikolić, Stojković |

| 21 februarie 2010 19:00 | Oltchim Vâlcea | 27 - 26 | Viborg HK | Sala Sporturilor Traian, Râmnicu Vâlcea Asistență: 2.000 Arbitri: Raluy, Sabroso |
| 21 februarie 2010 19:00 | Neagu 8        | (16-12) | Popović 6 | Sala Sporturilor Traian, Râmnicu Vâlcea Asistență: 2.000 Arbitri: Raluy, Sabroso |
| 21 februarie 2010 19:00 | 2× 3×          | Cronica | 2× 3× 1×  | Sala Sporturilor Traian, Râmnicu Vâlcea Asistență: 2.000 Arbitri: Raluy, Sabroso |

| 6 martie 2010 14:00 | Dinamo Volgograd | 32 - 32 | Oltchim Vâlcea | Sala Sporturilor „Dinamo”, Volgograd Asistență: 1.500 Arbitri: Pavićević, Ražnatović |
| 6 martie 2010 14:00 | Kocetova 11      | (15-15) | Vizitiu 7      | Sala Sporturilor „Dinamo”, Volgograd Asistență: 1.500 Arbitri: Pavićević, Ražnatović |
| 6 martie 2010 14:00 | 8× 3× 1×         | Cronica | 5× 3×          | Sala Sporturilor „Dinamo”, Volgograd Asistență: 1.500 Arbitri: Pavićević, Ražnatović |

| 6 martie 2010 20:20 | Hypo Niederösterreich    | 35 - 31 | Viborg HK       | Bundessport- und Freizeitzentrum, Maria Enzersdorf Asistență: 700 Arbitri: Lazaar, Reveret |
| 6 martie 2010 20:20 | Piedade, do Nascimento 9 | (15-13) | Skov, Vărzaru 7 | Bundessport- und Freizeitzentrum, Maria Enzersdorf Asistență: 700 Arbitri: Lazaar, Reveret |
| 6 martie 2010 20:20 | 3×                       | Cronica | 5× 3×           | Bundessport- und Freizeitzentrum, Maria Enzersdorf Asistență: 700 Arbitri: Lazaar, Reveret |

| 13 martie 2010 16:15 | Viborg HK        | 35 - 26 | Dinamo Volgograd   | Viborg Stadionhal, Viborg Asistență: 1.800 Arbitri: Kékes, Kékes |
| 13 martie 2010 16:15 | Skov, Vărzaru 10 | (15-9)  | Kocetova, Levina 6 | Viborg Stadionhal, Viborg Asistență: 1.800 Arbitri: Kékes, Kékes |
| 13 martie 2010 16:15 | 3×               | Cronica | 3×                 | Viborg Stadionhal, Viborg Asistență: 1.800 Arbitri: Kékes, Kékes |

| 14 martie 2010 19:00 | Oltchim Vâlcea | 32 - 27 | Hypo Niederösterreich | Sala Sporturilor Traian, Râmnicu Vâlcea Asistență: 2.000 Arbitri: Baranowski, Lemanowicz |
| 14 martie 2010 19:00 | Vizitiu 9      | (17-14) | do Nascimento 9       | Sala Sporturilor Traian, Râmnicu Vâlcea Asistență: 2.000 Arbitri: Baranowski, Lemanowicz |
| 14 martie 2010 19:00 | 3×             | Cronica | 5× 3×                 | Sala Sporturilor Traian, Râmnicu Vâlcea Asistență: 2.000 Arbitri: Baranowski, Lemanowicz |

| 19 martie 2010 20:20 | Hypo Niederösterreich | 28 - 26 | Dinamo Volgograd    | Bundessport- und Freizeitzentrum, Maria Enzersdorf Asistență: 1.000 Arbitri: Vodopivec, Krasna |
| 19 martie 2010 20:20 | Piedade 8             | (14-13) | Hmirova, Kocetova 7 | Bundessport- und Freizeitzentrum, Maria Enzersdorf Asistență: 1.000 Arbitri: Vodopivec, Krasna |
| 19 martie 2010 20:20 | 3×                    | Cronica | 3×                  | Bundessport- und Freizeitzentrum, Maria Enzersdorf Asistență: 1.000 Arbitri: Vodopivec, Krasna |

| 20 martie 2010 14:15 | Viborg HK           | 33 - 26 | Oltchim Vâlcea | Viborg Stadionhal, Viborg Asistență: 1.800 Arbitri: Horáček, Novotný |
| 20 martie 2010 14:15 | Popović, Vărzaru 10 | (17-15) | Stanca 6       | Viborg Stadionhal, Viborg Asistență: 1.800 Arbitri: Horáček, Novotný |
| 20 martie 2010 14:15 | 1× 3×               | Cronica | 2× 3×          | Viborg Stadionhal, Viborg Asistență: 1.800 Arbitri: Horáček, Novotný |